# サマー・マッキントッシュ
サマー・マッキントッシュ（Summer McIntosh, 2006年8月18日 - ）は、カナダの女子競泳選手。2020年東京オリンピックにカナダ選手団の最年少メンバーである14歳で参加し、4位入賞の成績を収めたことで注目を浴びた。翌年の世界水泳では最年少チャンピオンの座を10年以上ぶりに更新し、「競泳界の10代の旋風」と称された。

## 経歴
カナダ国内の年齢別記録を50以上も更新した。2021年5月、400m自由形で4分05秒13を記録。これは、14歳では世界最速のタイムであった。

### 2020年東京オリンピック
トロントで行われたオリンピックカナダ代表選考会において、200m自由形で練習を共にしているペニー・オレクシアクを抑え、1分56秒19の自己ベストで優勝。これも14歳での世界最速タイムとなった。この結果により、東京オリンピックの出場権を獲得。その後、800m自由形でも自己ベストの8分29秒49で優勝し、カナダオリンピック選手団の最年少選手となった。
最初の種目、女子400m自由形で、4分02秒42でカナダ記録を更新し、4位入賞となった。女子200m自由形では準決勝まで進んだが、9位となり決勝進出を逃した。またペニー・オレクシアク、レベッカ・スミス、ケイラ・サンチェスとともに4x200mリレーにも出場。決勝でカナダ記録を更新し、4位入賞となった。最後の出場種目となった女子800m自由形では11位となり、決勝進出を逃した。

### 2021シーズン
オリンピックの後、トロント・タイタンズのメンバーとしてインターナショナル・スイミング・リーグに初出場。
世界短水路選手権（アブダビ）にカナダ代表として出場。4x100mメドレーリレーの予選を泳ぎ、決勝進出に貢献。決勝ではメンバーから外れたが、チームは銀メダルを獲得した。4x200mフリーリレーでは第一泳者を務め、カナダの金メダル獲得に貢献。400m自由形では、3位で折り返したが、中国の何詩蓓を抜き、2位をキープし李冰潔に次ぐ銀メダルを獲得。この大会個人種目での初のメダルとなった。800m自由形は予選でカナダ記録を出していたが、400mとリレー種目に専念するため、決勝を棄権した。

### 2022シーズン
2022年3月4日、国内のレースで400m個人メドレーを泳ぎ、タイムは4分29秒12を記録した。これはカナダ記録、イギリス連邦記録、また世界歴代3位の記録であり、2016年リオデジャネイロオリンピックでホッスー・カティンカが優勝した以降では、どの選手よりも速いタイムであった。カナダ選手権では、200mと400mの自由形、200mバタフライ、400m個人メドレーで優勝。800m自由形には出場しなかった。
ブダペスト大会で世界水泳選手権のシニアクラスデビューを果たし、最初の種目は400m自由形であった。決勝では自己ベストとカナダ記録を更新する3分59秒39で泳ぎ、銀メダルを獲得した。4分を切るタイムを記録したのは、女子選手では史上4人目である。200mバタフライの準決勝で2分05秒79を記録し、自身のカナダ選手権での非公認記録を越える、世界ジュニア記録を達成した。22日の決勝でも再び記録を更新し、国際大会での初優勝、カナダにとってこの大会初のメダル獲得となった。15歳で世界水泳を制したのは、2011年の葉詩文（中国）以来で、カナダでは1982年、当時18歳であったヴィクター・デイヴィスの記録を塗り替え、最年少チャンピオンとなった。その後、4x200mフリーリレーの決勝に出場し、第一泳者として1分54秒79で世界ジュニア記録を再び更新。これは大会全体でも、アメリカ合衆国のケイティ・レデッキーに次いで2番目に速いタイムであった。カナダはこの種目で銅メダルを獲得した。自身最終種目の400m個人メドレーでは、アメリカのケイティ・グライムスに0.63秒差をつけて優勝、この大会2つ目の金メダルを獲得した。マッキントッシュは1度の世界水泳で2つの金メダルを獲得した初のカナダ人選手となり、獲得メダル数4もカナダ記録を更新するものであったが、同日にペニー・オレクシアクとケイラ・サンチェスもこれに並んだ。また、1978年のトレーシー・コールキンズ以来、最年少の優勝者である。マッキントッシュはこの結果を「まるで夢のよう」と語り、グライムスについて「私と同世代で、本当にタフな相手。だから私は彼女とのレースが楽しみだし、もっと自分を高め続けたい」と称えた。

## 人物
カナダの競泳代表選手で、ロサンゼルスオリンピックにも出場したジル・ホーステッドの娘である。姉のブルックはペアスケーティングの選手である。

## 結果

### 選手権
| 大会      | 200 自由形 | 400 自由形 | 800 自由形 | 200 バタフライ | 200 メドレー | 400 メドレー | 4 × 100 自由形 | 4 × 200 自由形 | 4 × 100 メドレー |
| --------- | ---------- | ---------- | ---------- | -------------- | ------------ | ------------ | -------------- | -------------- | ---------------- |
| 東京 2021 | 9          | 4          | 11         |                |              |              |                | 4              |                  |
| SCW 2021  |            | 2          | WD[a]      |                |              |              |                | 1              | 2                |
| WC 2022   |            | 2          |            | 1              |              | 1            |                | 3              |                  |
| CG 2022   |            | 2          |            |                | 1            | 1            | 3              | 2              | 2                |
| WC 2023   | 3          | 4          |            | 1              |              | 1            | 7              | 5              | 3                |

a  予選の後に棄権

### 競泳ワールドカップ
FINA競泳ワールドカップのメダル
| 大会 | 1 | 2 | 3 | 総計 |
| ---- | - | - | - | ---- |
| 2022 | 3 | 1 | 2 | 6    |
| 総計 | 3 | 1 | 2 | 6    |

## 自己ベスト

### 長水路
| 種目             | タイム     | 会場                                 | 日付          | 備考                                                                       |
| ---------------- | ---------- | ------------------------------------ | ------------- | -------------------------------------------------------------------------- |
| 200m自由形       | 1分53秒91  | トロント・パンナム・スポーツセンター | 2023年4月2日  | 世界ジュニア記録、カナダ記録                                               |
| 400m自由形       | 3分56秒08  | トロント・パンナム・スポーツセンター | 2023年3月28日 | 世界記録、世界ジュニア記録、アメリカ大陸記録、イギリス連邦記録、カナダ記録 |
| 800m自由形       | 8分20秒19  | ローゼン・アクアティクスセンター     | 2023年2月9日  |                                                                            |
| 1500m自由形      | 16分15秒19 | トロント・パンナム・スポーツセンター | 2021年5月7日  |                                                                            |
| 200mバタフライ   | 2分04秒06  | Template:2023年世界水泳選手権        | 2023年7月29日 | 世界ジュニア記録、カナダ記録                                               |
| 400m個人メドレー | 4分25秒87  | トロント・パンナム・スポーツセンター | 2023年4月1日  | 世界記録、世界ジュニア記録、アメリカ大陸記録、イギリス連邦記録、カナダ記録 |

参照

## イベント
- トロント・ブルージェイズ vs ロサンゼルス・エンゼルス 始球式（2024年8月23日、ロジャース・センター）[28]。